# TEG-90
El TEG-90 (Tren Eléctrico de Guadalajara 1990) es uno de los cuatro modelos de trenes que circulan en el Tren Eléctrico Urbano de Guadalajara, los cuales operan desde 1994.

## Características
En total son 32 trenes de este modelo, los cuales tienen rejillas y ventiladores para controlar la temperatura de los vagones, debido al calor que sienten los pasajeros, pintura de color salmón en el interior y pintura roja y blanca en el exterior, asientos de color rojo carmín, asientos preferenciales de color amarillo, palancas usadas como señal de alarma que pueden ser accionadas por los pasajeros, lámparas led en el interior y letreros analógicos en las cabinas iluminados por lámparas led.
Estos trenes fueron construidos a principios de la década de los años 90 en Ciudad Sahagún, Hidalgo por Siemens y Bombardier. Circulan en la Línea 1 y algunos en la Línea 2.
La empresa alemana Siemens y la empresa canadiense Bombardier suministraron los sistemas de señalización, electrificación y telecomunicación.
Una particularidad de este modelo es que son idénticos a los MM-90 del Metro de Monterrey, pero se diferencian por lo siguiente: los TEG-90 tienen cabinas dobles, mientras que los MM-90 sólo tienen una cabina. Los TEG-90 estuvieron a punto de tener 4 formaciones TEG-90 que por razones desconocidas ahora son TE-95. Los TEG-90 se parecen a los TLG-88 nada más que diferentes en algunos aspectos: los TEG-90 tienen puertas normales, mientras los TLG-88 tienen puertas sobresalientes; los TEG-90 tienen una pequeña ventana en la cabina, mientras los TLG 88 traen una puerta sobresaliente en la cabina; los asientos en los TEG-90 tienen una disposición de 5.2, 1 mientras los TLG-88 tienen una disposición de 7 y 1, y las ventanas los TLG-88 tienen un patrón de 2 ventanas y una puerta sobresalientes, y los TEG-90 tienen un patrón de 1 puerta 1 ventana.